# Verzeichniß sämmtlicher Städte, Märkte, Dörfer, Weiler, Einöden, Schlösser ec. in Mittelfranken
Das Verzeichniß sämmtlicher Städte, Märkte, Dörfer, Weiler, Einöden, Schlösser ec. in Mittelfranken ist ein Verzeichnis, das von dem Ansbachischen Regierungs-Registratur-Functionär G. M. Sinsel zusammengestellt wurde. Der vollständige Titel lautet: „Verzeichniß sämmtlicher Städte, Märkte, Dörfer, Weiler, Einöden, Schlösser ec. in Mittelfranken in alphabetischer Ordnung mit Bezeichnung der Bezirksämter, Stadt-, Land- und Bezirksgerichte, denen solche einverleibt sind. Nach dem Stande vom 1. Juli 1862.“
Auf Seite 3 und 4 findet sich eine Liste der Bezirksämter und Landgerichte von Mittelfranken. Dem schließt sich eine alphabetische Liste sämtlicher Orte Mittelfrankens an (S. 5–102). Auf Seite 103 findet sich eine Berichtigung.
Zu den einzelnen Orten gibt es jeweils Angaben zu deren Ortstyp, dem zuständigen Landgericht, Bezirksamt und Bezirksgericht.
An Ortsytpen wird unterschieden zwischen Einöde, Weiler, Dorf, Markt und Stadt. Es wird jedoch nicht angegeben, nach welchen Regeln diese Unterscheidung erfolgt ist.
1863 kam es zu einer Neuauflage des Werkes „nach dem Stande vom Januar 1863“. Hier fehlen die Angaben zum Ortstyp. Dafür wird zusätzlich angegeben, welches Appellations- und Schwurgericht für den Ort zuständig ist, des Weiteren 
wie viele Stunden der Ort zu den jeweiligen Einrichtungen entfernt ist. Es wird jedoch nicht angegeben, auf welcher Grundlage diese Berechnung erfolgt ist (Definition der Ortsmitte als Bezugspunkt?, Reisegeschwindigkeit?, Benutzung von Straßen oder Luftlinie?). 
Eine Überprüfung ergibt, dass ein Stunde ungefähr einer Entfernung von 3,2 km entspricht, jedoch mit einer möglichen Abweichung von ± 0,32 km.